# Auguste Clésinger
Jean-Baptiste Auguste Clésinger, più noto come Auguste Clésinger (Besançon, 22 ottobre 1814 – Parigi, 6 gennaio 1883), è stato uno scultore e pittore francese.
Artista romantico, era particolarmente noto per i suoi rapporti con George Sand, della quale è stato il genero, e con Frédéric Chopin, del quale ha scolpito la tomba.
Egli è stato direttore artistico della Società generale di fotoscultura della Francia.

## Biografia
Auguste Clésinger era il figlio di Georges-Philippe Clésinger, lui stesso scultore, e professore all'Istituto superiore delle belle arti di Besançon nella Franca Contea. Egli è stato anche allievo di Bertel Thorvaldsen.
Clésinger esordì al Salone di pittura e scultura di Parigi del 1843 con un Buste du vicomte Jules de Valdahon. La sua ultima esposizione ebbe luogo nel 1864.
Egli fu l'autore di numerosi busti, in particolare quelli dell'attrice Élisabeth-Rachel Félix e di Théophile Gautier e la statua di Luisa di Savoia della serie delle Reines de France et Femmes illustres dei Giardini del Lussemburgo a Parigi.
Clésinger provocò uno scandalo al Salone del 1847 presentando la sua Donna morsa da un serpente. Questa scultura romantica è stata realizzata da uno stampaggio fatto su Apollonie Sabatier, la musa di Charles Baudelaire, allora amante del ricchissimo industriale belga Alfred Mosselman e grande amante dell'arte, che aveva effettuato l'ordine
Théophile Gautier scrisse: 
(Théophile Gautier, Salon de 1847.)
Clésinger soggiornò a Barbizon ove subì l'influenza di Théodore Rousseau e di Charles Le Roux.
Il 16 marzo 1846, Clésinger chiese a George Sand, madre di Solange, l'autorizzazione a intitolare una delle sue statue Consuelo, titolo di uno dei suoi romanzi. Ella accettò e invitò lo scultore al numero 5 di square d'Orléans a Parigi. Solange era allora fidanzata, ma decise di rompere il fidanzamento per sposare lo scultore. Questo episodio giocò un ruolo importante nella vita familiare di George Sand, particolarmente nelle sue relazioni con Frédéric Chopin, che era contrario al matrimonio. Clésinger offrì allo scrittore un esemplare in bronzo del suo Fauno Danzante, poi della sua Mélancolie, che sono installate a Nohant.

La famille Dudevant-Clésinger
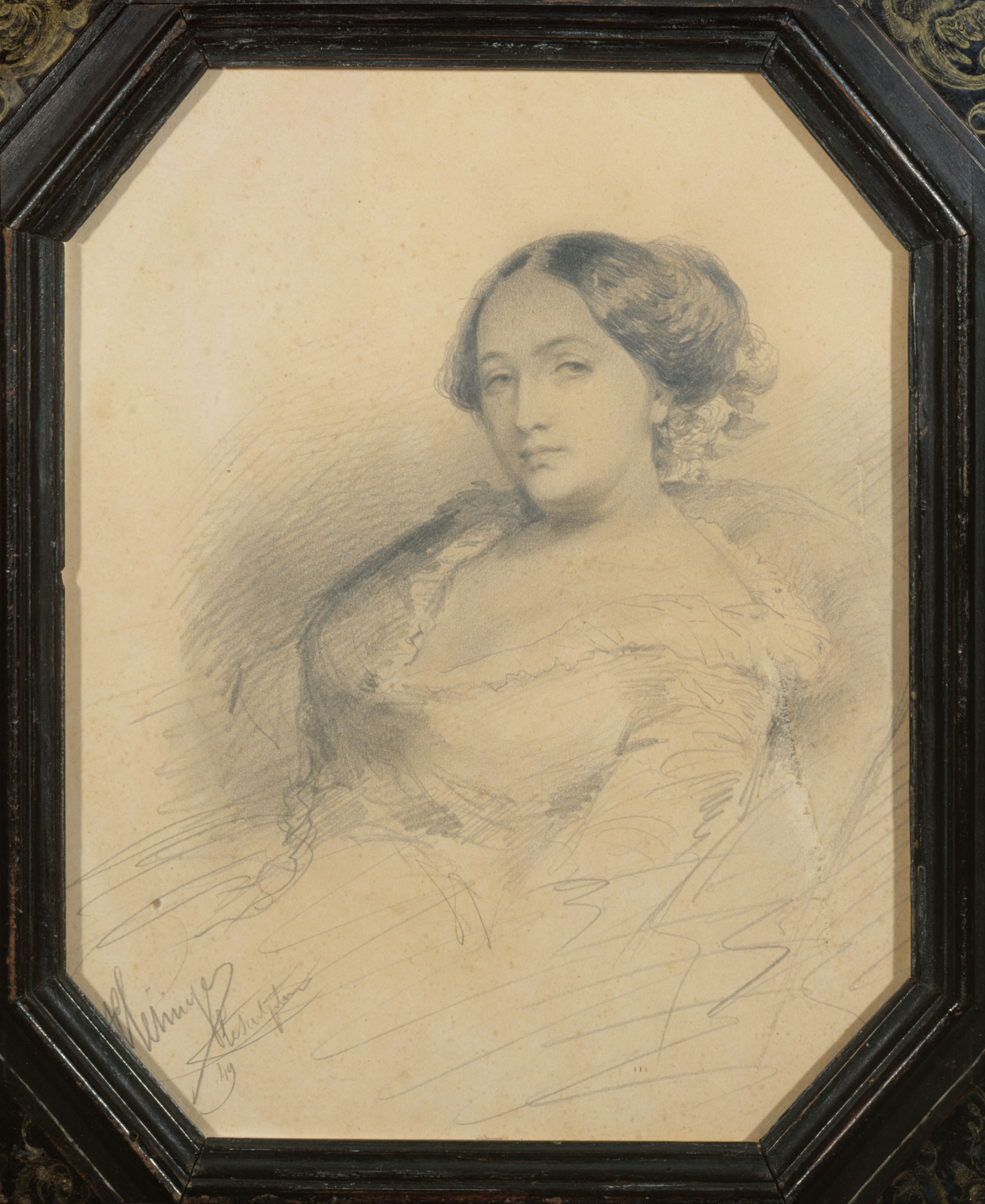
Auguste Clésinger, Solange Dudevant-Clésinger (1849), Parigi, Musée de la Vie romantique.
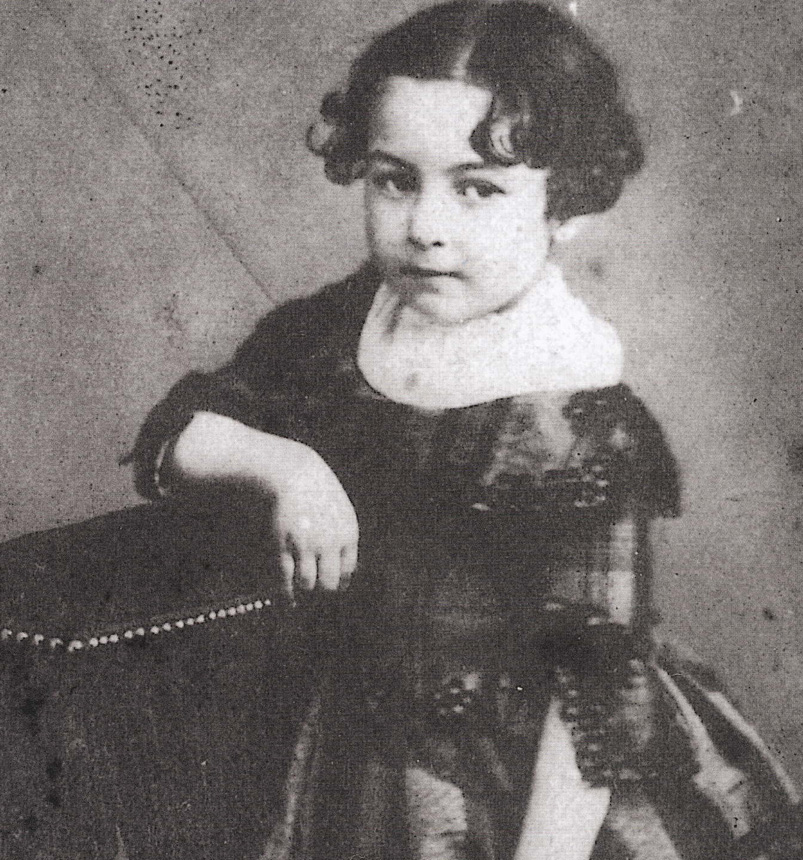
Jeanne-Gabrielle Clésinger dite « Nini » (vers 1854), dagherrotipo anonimo, Nohant-Vic, Domaine de George Sand.

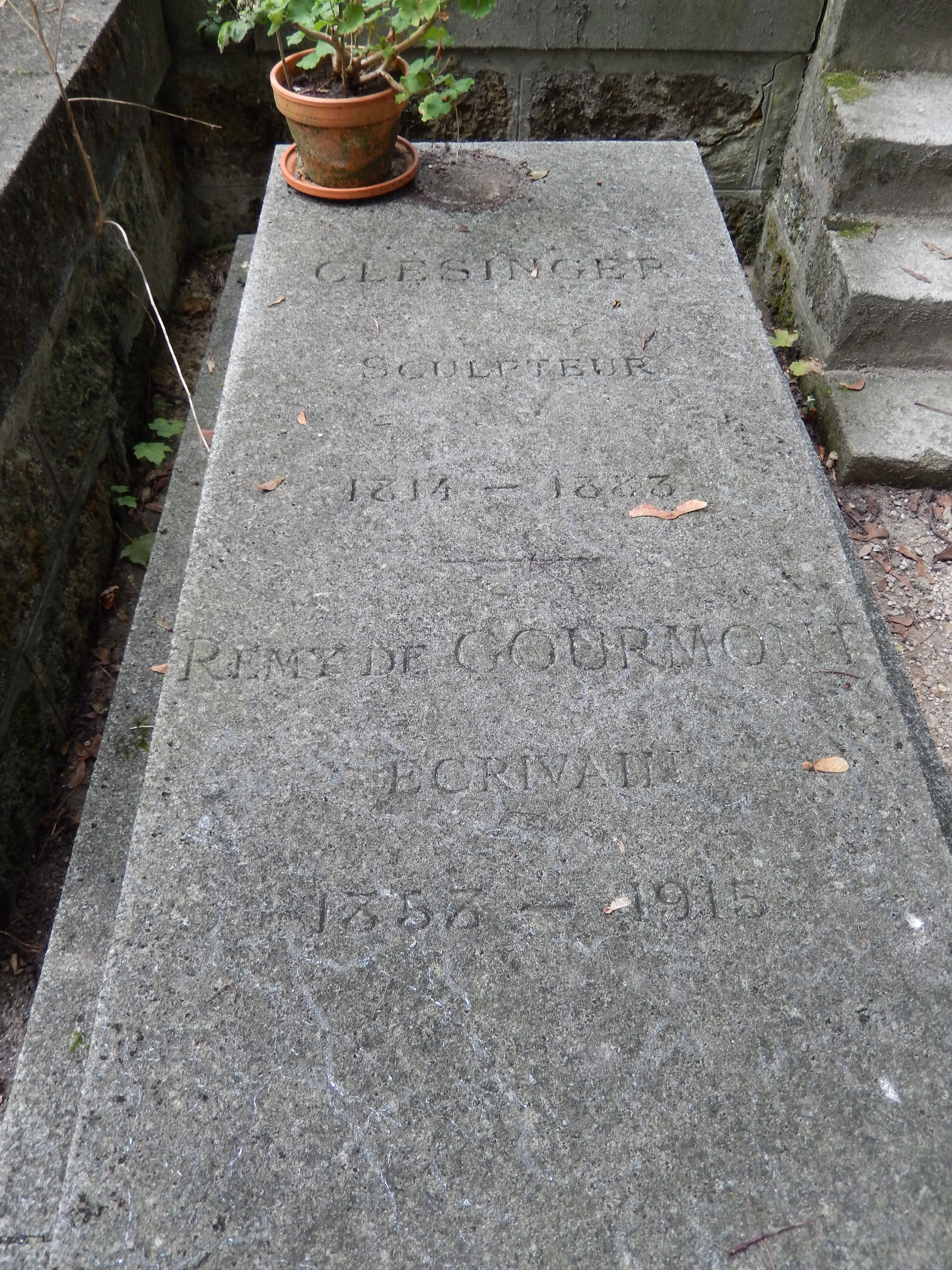
Tomba di Auguste Clésinger, Parigi, cimitero del Père-Lachaise (divisione 10).

Il 19 maggio 1847, Clésinger e Solange Dudevant si sposarono a Nohant. Ma le relazioni si deteriorarono rapidamente, al punto che, il 11 luglio 1847, un inizio di rissa tra Auguste Clésinger e Maurice Dudevant, fratello di Solange, portò a una rottura tra George Sand e la coppia. Clésinger aveva dei debiti; gli sposi chiesero inutilmente a George Sand d'ipotecare i propri beni familiari. In compenso, una riconciliazione ebbe luogo tra i Clésinger e Chopin. Dopo la morte di Frédéric Chopin in ottobre 1849, Clésinger scolpì la tomba del compositore (Parigi, cimitero del Père-Lachaise).
Due figlie nacquero da questo matrimonio: Jeanne-Gabrielle, il 28 febbraio 1848, morta in giovane età. Una seconda figlia, anche lei chiamata Jeanne-Gabrielle, soprannominata «Nini», nacque il 10 maggio 1849 al castello di Guillery a Pompiey. George Sand le era molto attaccata, ma ella morì poco dopo la separazione dei suoi genitori, a Parigi il 14 gennaio 1855, d'una scarlattina mal curata, a causa di un'imprudenza di suo padre.
Nel 1849, Clésinger ricevette la croce di Cavaliere della Legion d'onore e fu promosso ufficiale nel 1864.
Egli rimarca le forme opulente e scultoree di Berthe de Courrière e ne fa il suo modello per il busto di Marianne conservato al Senato a Parigi, come per la statua colossale de La République dell'Esposizione universale di Parigi (1878).
Auguste Clésinger morì il 6 gennaio 1883 nel suo domicilio parigino, al numero 6 di rue de la Chaise nel VII arrondissement di Parigi. Egli fu inumato a Parigi al cimitero di Père-Lachaise (10ª divisione), ove una delle sue opere, Euterpe (1850) orna il Monumento funebre di Frédéric Chopin. Nella stessa tomba, sono inumati Remy de Gourmont (uomo di lettere 1858-1915) così come Berthe de Courrière (1852-1916), loro amante comune e anche legataria universale di Clésinger alla sua morte nel 1883.
Una via di Besançon, nel quartiere di Montrapon-Fontaine-Écu, porta il suo nome.

## Clésinger e la fotoscultura

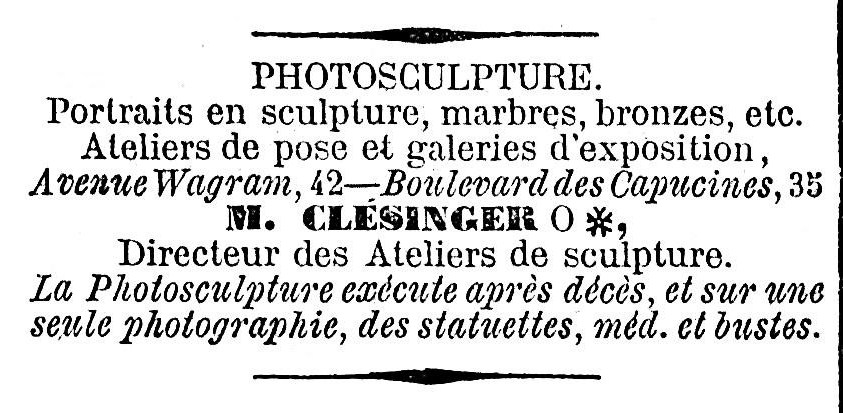
Journal des débats, 3 aprile 1867

Nel 1864, Clésinger entrò nella Società generale di fotoscultura di Francia, di cui egli divenne il direttore artistico nel 1867.
In questa occasione, in una lunga lettera indirizzata a Paul de Saint-Victor, pubblicata su La Presse, egli fornisce il suo punto di vista sur la fotoscultura, il suo posto, il suo avvenire e la statuaria in generale
In seguito, un conflitto oppose Auguste Clésinger alla Società di fotoscultura: lo scultore rifiutò nel 1872 la sua autorizzazione a riprodurre le sue opere Cléopâtre e Diane au repos. 
Lo statuario Clésinger cedette a M. Marnyhac, gerente della Società di fotoscultura, il diritto di riprodurre molte delle sue statue, riservandosi il privilegio sia di apporvi la propria firma sugli originali o sulle copie delle sue opere eseguite nell'atelier dell'avenue de Wagram, sia di far dare l'autorizzazione scritta di firmare. Si convenne anche che in caso di rifiuto la difficoltà sarebbe troncata sovranamente da un membro dell'Académie des beaux-arts. La Società di Fotoscultura riprodusse in marmo Cléopâtre e Diane au repos. Avendo lo scultore rifiutato la propria firma e la propria autorizzazione, la Società ha sollecitato il presidente a far riferimento alla nomina d'un membro dell'Académie des beaux-arts che avrebbe dato l'autorizzazione rifiutata dallo scultore.

## Opere nelle collezioni pubbliche
Francia
- Aix-en-Provence, cour de l'école nationale d'arts et métiers : Monument à Adolphe Thiers, 1879, statua in pietra.
- Amiens, musée de Picardie : Leda e il cigno, 1864, gruppo in marmo.
- Besançon, musée des beaux-arts et d'archéologie :
  - Combat de taureaux romains, 1857, gesso patinato;
  - Néréide, 1869, gruppo in marmo;
  - Salomé, 1876, busto in gesso patinato;
  - Herodiade, 1876, busto in gesso patinato;
  - Louis d'Orléans (1814-1896), duca di Nemour, busto in marmo.
- Châlons-en-Champagne, musée des beaux-arts et d'archéologie : Sapho, 1854, gesso.
- Gray (Haute-Saône), musée Baron-Martin : 
  - Deux paysages formant pendants : 
    - Coucher de Soleil avec 3 personnages, olio su legno, 30 x 79 cm ;
    - Cours d'eau avec Fond de Falaise, 1863, olio su legno, 26 x 79 cm.
- Parigi :
  - cimitero del Père-Lachaise :
    - Monumento funebre di Frédéric Chopin, 1850 (11ème Division) ;
    - Henry Houssaye, storico, busto in bronzo (4ª Divisione).

  - Chiesa di Saint-Sulpice, cappella delle Anime del Purgatorio: Pietà, gruppo in gesso.
  - jardin du Luxembourg :
    - Louise de Savoie, 1847, statua in pietra;
    - Gustave Flaubert, busto in pietra.

  - museo della vita romantica :
    - Portrait de Solange Dudevant-Clésinger, 1849, disegno;
    - George Sand, 1847, marmo;
    - Autoportrait, 1847, marmo;
    - Main gauche de Frédéric Chopin, 1847, gesso;
    - Bras de George Sand, 1847, gesso.

  - museo d'Orsay :
    - Donna morsa da un serpente, 1847, statua in marmo;
    - Ercole enfant étouffant les serpents de l'Envie, 1857, bronzo;
    - Femme à la rose, 1865, bronz ;
    - Madame Apollonie Sabatier[13], 1847, marmo.

  - Petit Palais : Bacchante, 1848, marmo[14].
- Périgueux, musée d'art et d'archéologie du Périgord : Andromède, 1869, marmo.
- Bagnères de Bigorre : Vierge à l'Enfant

Svizzera
- Friburgo, Fondazione Marcello: Busto di Marcello[15].

## Galleria d'immagini

Œuvres d'Auguste Clésinger
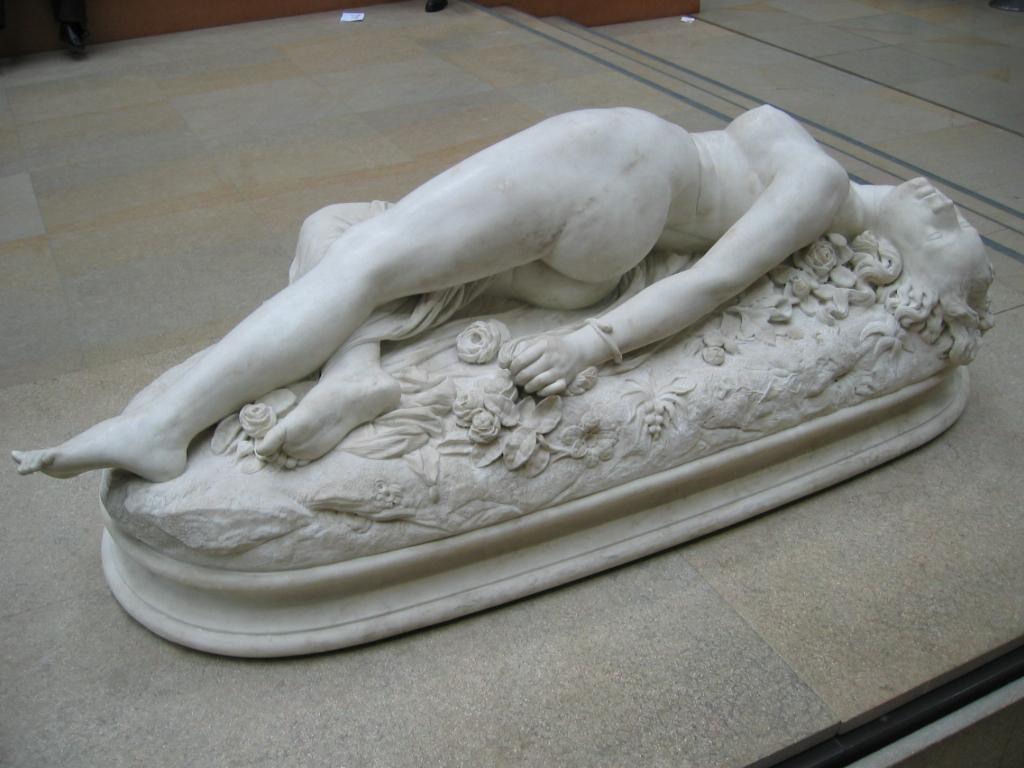
Donna morsa da un serpente (1847), marmo, Parigi, museo d'Orsay.
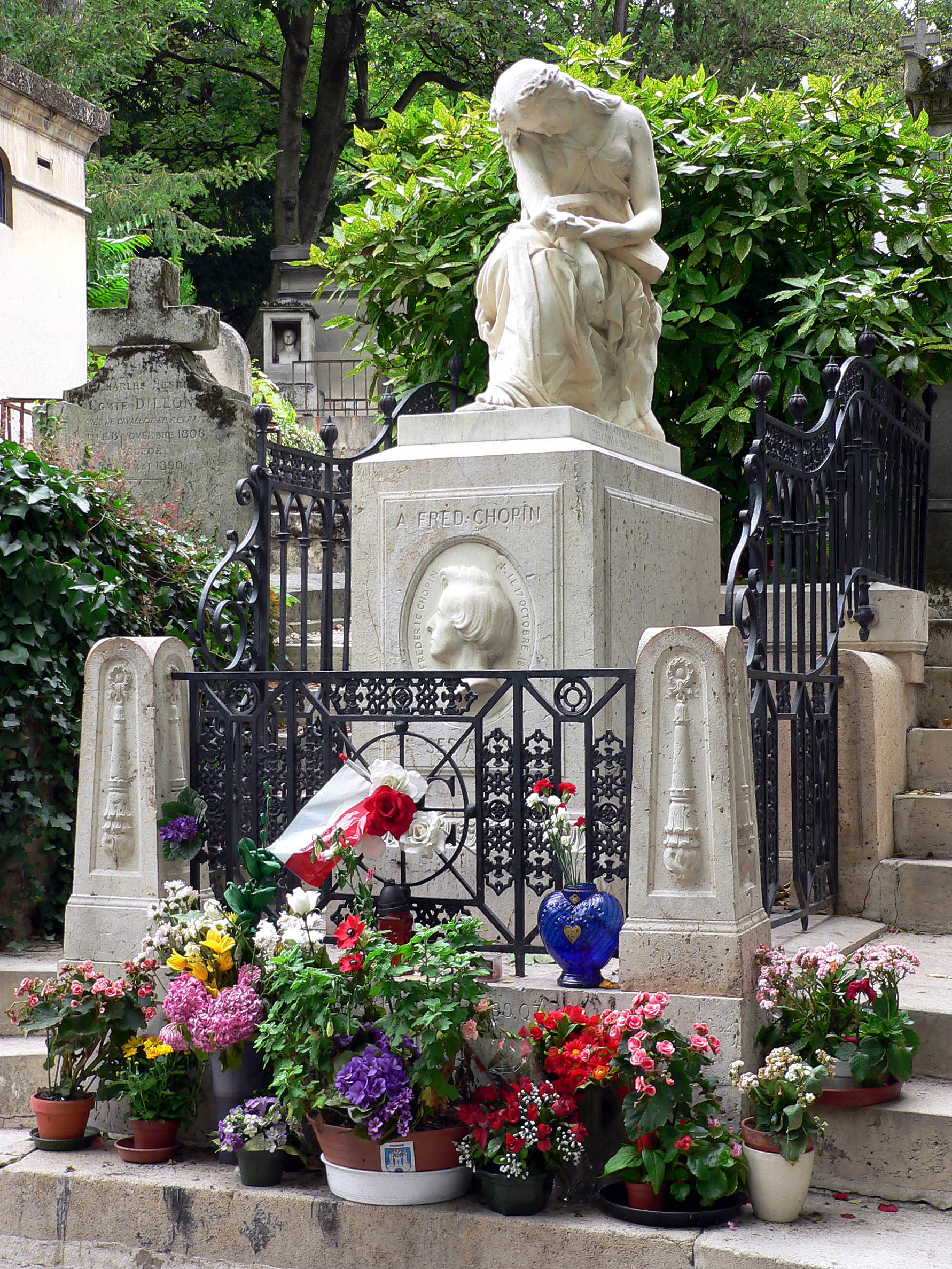
Euterpe (1850), musa della Musica, che orna il Monumento funebre di Frédéric Chopin, Parigi, cimitero del Père-Lachaise.
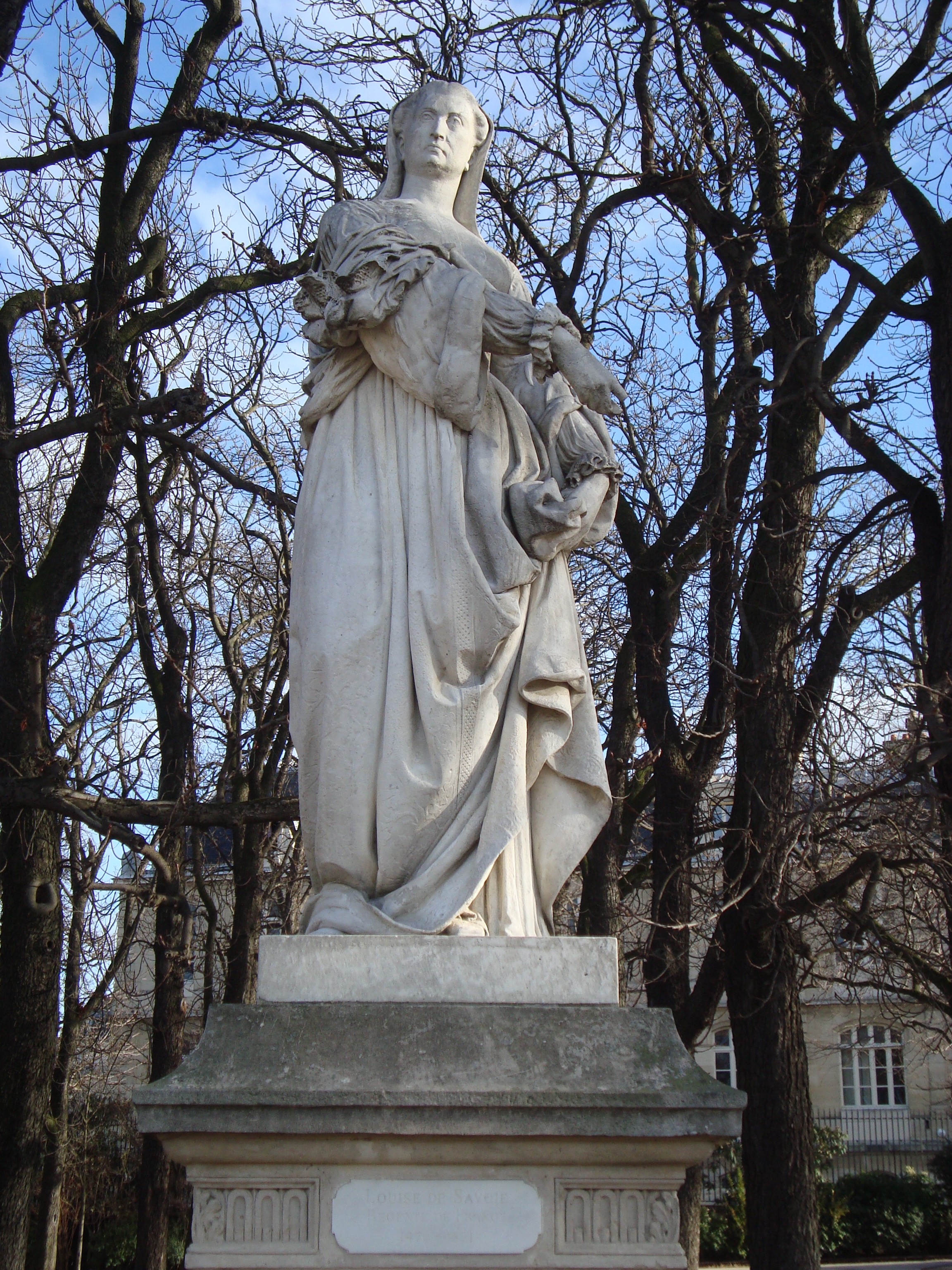
Luisa di Savoia (1851), statua della serie delle Reines de France et Femmes illustres, Parigi, Giardini del Lussemburgo.
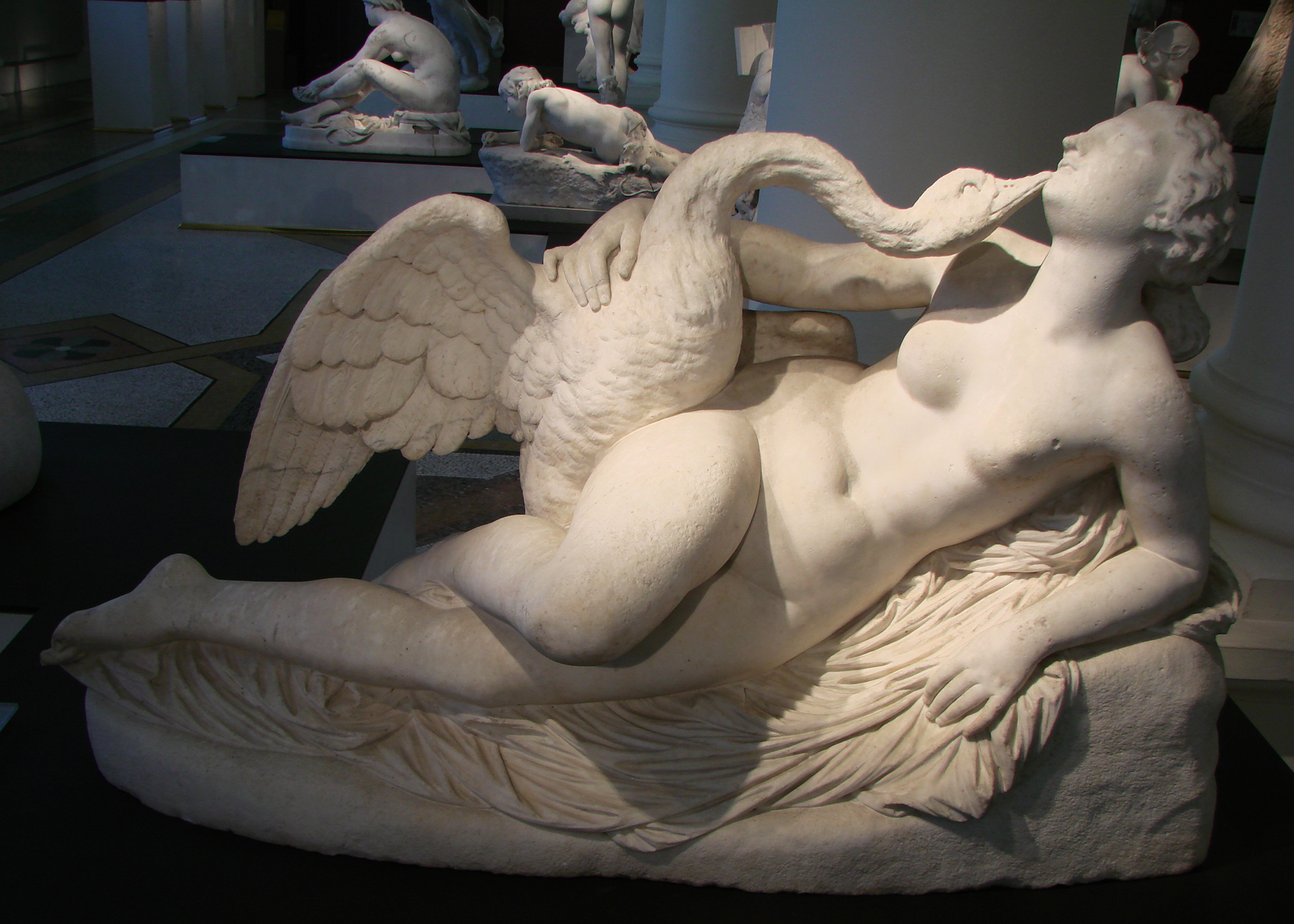
Léda et le cygne (1864), Amiens, museo di Piccardia.
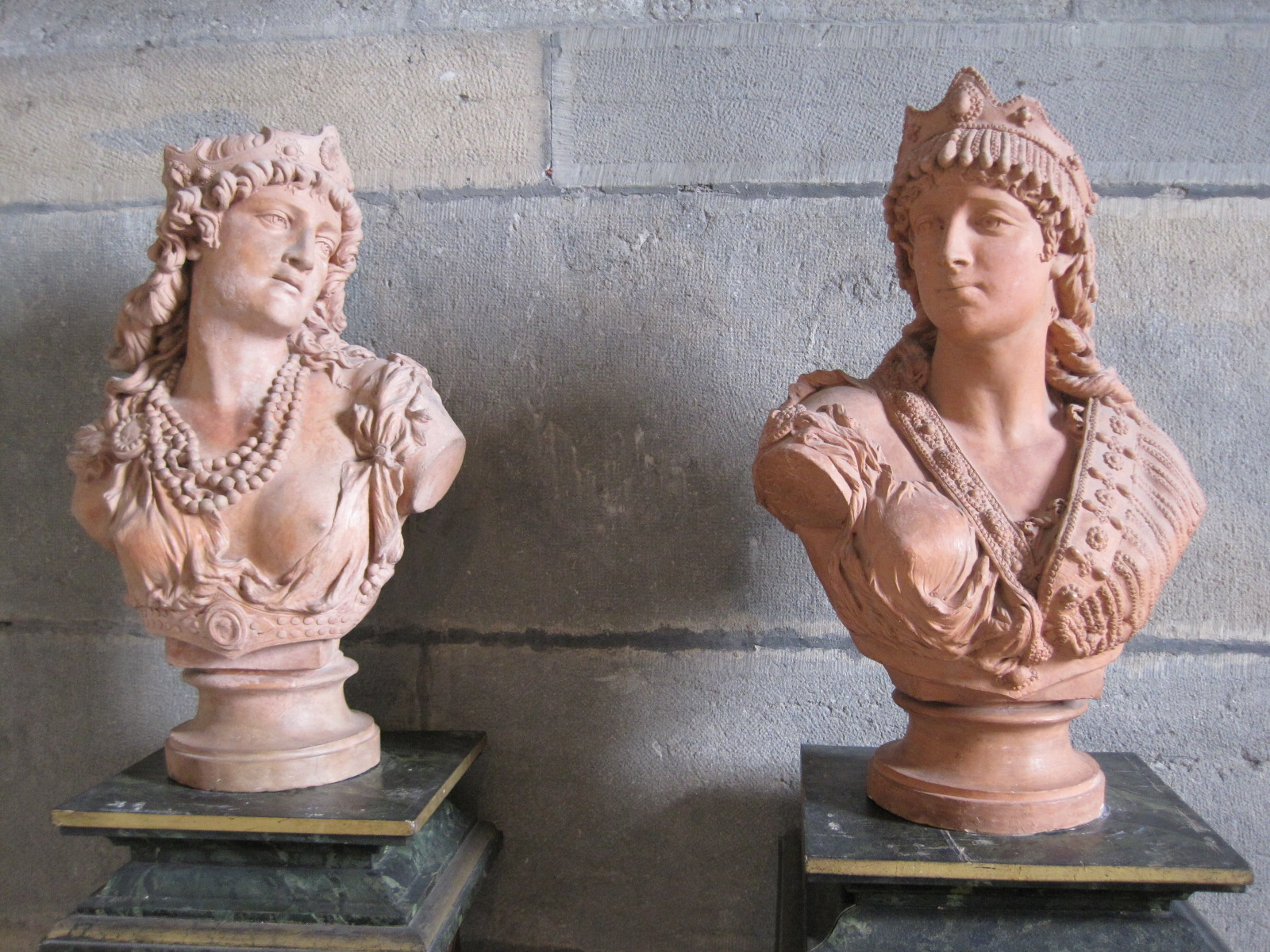
Salomé ed Hérodiade (1876), Museo delle Belle Arti e di Archeologia di Besançon.
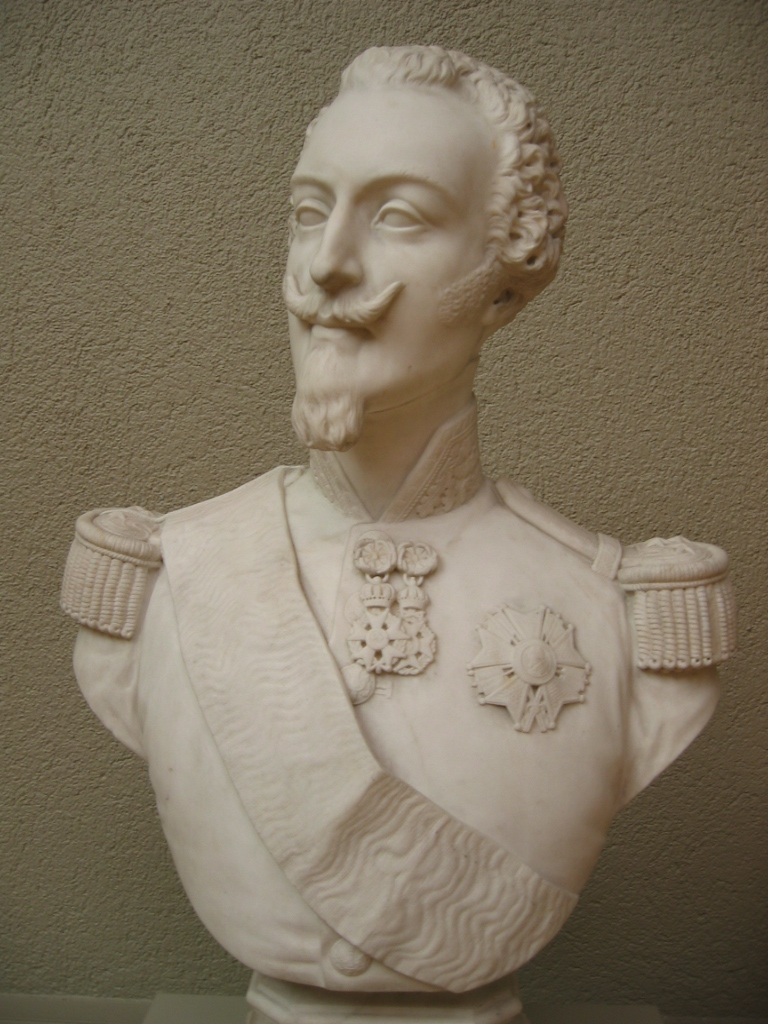
Luigi d'Orléans (1814-1896), duca di Nemour, Museo delle Belle Arti e di Archeologia di Besançon.
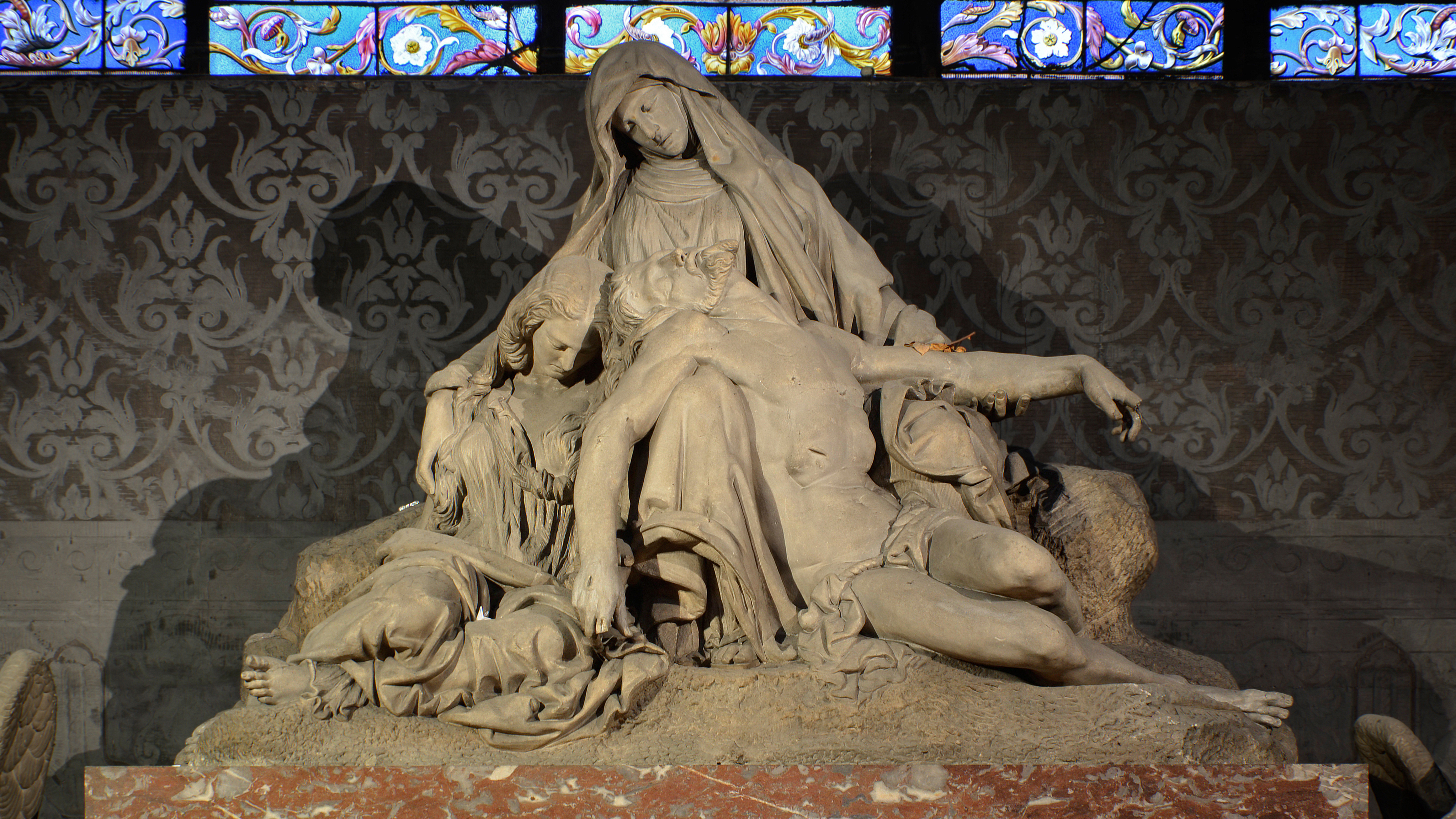
Pietà, Parigi, Chiesa di Saint-Sulpice.